# کریستین پوتل
کریستین پوتل (انگلیسی: Christian Potel؛ زادهٔ ۱۶ دسامبر ۱۹۷۳) بازیکن فوتبال اهل فرانسه است.
از باشگاه‌هایی که در آن بازی کرده‌است می‌توان به باشگاه فوتبال کن اشاره کرد.